# E-2 (潜水艦)
|          |                                                                            |
| 艦歴     |                                                                            |
| 発注     |                                                                            |
| 起工     | 1909年12月22日                                                             |
| 進水     | 1911年6月16日                                                              |
| 就役     | 1912年2月14日                                                              |
| 退役     | 1921年10月20日                                                             |
| その後   | 1922年4月19日にスクラップとして売却                                        |
| 除籍     |                                                                            |
| 性能諸元 |                                                                            |
| 排水量   | 水上 287トン、水中 342トン                                                 |
| 全長     | 135 ft 3 in (41.2 m)                                                       |
| 全幅     | 14 ft 7 in (4.4 m)                                                         |
| 吃水     | 11 ft 8 in (3.6 m)                                                         |
| 機関     | ディーゼルエンジン、700 hp(520) kW、 電動モーター、600 hp(450) kW、1軸推進 |
| 最大速   | 水上 13.5ノット (25.0 km/h) 水中 11.5ノット(21.3 km/h)                     |
| 乗員     | 士官1名、兵員19名                                                          |
| 兵装     | 18インチ魚雷発射管4門                                                      |

E-2 (USS E-2, SS-25) は、アメリカ海軍の潜水艦。E級潜水艦の2番艦。当初の艦名はスタージョン (USS Sturgeon) であった。

## 艦歴
スタージョンは1909年12月22日にマサチューセッツ州クインシーのフォアリバー造船所で起工する。1911年6月15日にマーガレット・ネルソン・リトルによって進水し、1911年11月17日に E-2 と改名、1912年2月14日に艦長C・N・ヒンカンプ少尉の指揮下就役する。
大西洋潜水小艦隊に配属された E-2 は、ロードアイランド州ニューポートを拠点として発展演習および訓練に従事した。1914年1月5日から4月21日までグアンタナモ湾およびメキシコ湾を巡航する。7月27日にニューポート海軍基地に帰還し、その夏は訓練活動に従事、1915年2月から3月にかけてフロリダ沖で活動した。
1915年6月19日にオーバーホールのためニューヨーク海軍工廠に入渠する。1916年1月15日、バッテリー試験中に発生した水素ガスに引火し爆発事故が発生した。試験はエジソン蓄電池社の監督下行われた。4名が死亡し7名が負傷した。3月13日、E-2 は予備役に置かれ、エジソン蓄電池の徹底的なテストに使用された。
1918年3月25日に再就役すると、E-2 は5月16日までニューロンドンで訓練および実験研究に従事した。その2日後にノーフォークに到着し、ハッテラス岬沖で敵潜水艦に対する作戦活動に従事する。5月21日から8月27日まで4度の哨戒を行い、最後の哨戒における拡張潜航探知で大型の敵潜水艦を探知した。E-2 はこれらの哨戒の内2度の功績により海軍作戦部長によって賞賛された。その哨戒は同規模の潜水艦の中では例外的に長期間行われたものであった。
その後、1918年8月31日にニューロンドンへ帰還すると、終戦までにもう2回の哨戒を行った。戦後は訓練艦として士官の訓練および認証を行う任務に従事する。1920年4月19日にニューロンドンを出航、ノーフォークに向かい2日後に到着する。同地で1921年7月18日に予備役に置かれ、9月17日にフィラデルフィア海軍造船所に向けて出航、1921年10月20日に退役し、1922年4月19日に売却された。